# Cao Futian
Cao Futian (en chino, 曹福田) fue un rebelde nacionalista chino y el líder de los Bóxers durante la Rebelión de los Boxers (1899-1901). Murió ajusticiado al final de la misma. 

## Biografía
Poco se sabe de los primeros años de vida de Cao Futian, pero nació durante el siglo XIX, en Jinghai, provincia de Zhili, en el norte China. En su juventud, Cao había sido un soldado, aunque algunas fuentes afirman que habría sido un bandido "conocido por su brutalidad."
A finales del siglo XIX, Cao se convirtió en el líder de un grupo semi-místico formada en su mayoría por gentes poco instruidas, tales como trabajadores ferroviarios despedidos, fanáticos religiosos chinos, delincuentes y jóvenes desempleados. Cao era un maestro del kung-fu y un líder carismático; odiaba a los extranjeros occidentales por el establecimiento de las concesiones extranjeras, pero aún más por la propagación del cristianismo por parte de los misioneros. Creía que los cristianos chinos debían ser expulsados por mancillar la pureza de la cultura china. Su grupo practicaba las artes marciales como forma de purificarse, y operaba como una milicia informal en la zona de Tianjin, posiblemente dedicándose inicialmente al bandidaje. Este grupo se convirtió en el germen de la Sociedad de la Justicia y la Concordia que se extendería por toda China. 
En algún momento de 1898, Cao y sus seguidores comenzaron a mostrarse particularmente hostiles hacia el ejército imperial chino, al que culpaban de permitir que los occidentales se asentaran en China. Cao y sus seguidores se enfrentaron al mismo en agosto de 1899, dando inicio a la rebelión de los bóxer. Rápidamente, los seguidores de Cao pasaron a atacar a misioneros cristianos y propiedades de los occidentales, siendo apodados `bóxers' (en inglés, boxeadores) debido a las artes marciales que practicaban. La rebelión se extendió rápidamente por el norte de China. El gobierno Qing estaba dividido en cuanto a cómo reaccionar ante las actividades de los bóxers, pero el elemento conservador de la corte estaba a favor de ellos. El príncipe Duan, un ferviente partidario de la causa, organizó una reunión entre Cao y la emperatriz viuda Cixi. En la reunión, el príncipe Duan incluso se puso un uniforme de bóxer para mostrar la alianza; el resultado de la audiencia fue el consentimiento tácito de Cixi a la revuelta, lo que permitió a Cao y sus seguidores operar sin oposición de las tropas chinas y alcanzar Pekín y otras grandes ciudades.
En 1900, Cao estableció su cuartel general en el 18 de Hejia Lane, calle Ruyyi'an del distrito de Hongqiao, Tianjin, en un antiguo templo que veneraba a Lü Dongbin. El edificio es en la actualidad el Museo de los Bóxers, (Lu Zu Tang). El 14 de julio de 1900, Tiānjīn fue capturada por las fuerzas aliadas de la Alianza de las Ocho Naciones tras una batalla de tres días. Cao Futian, que estaba presente, tuvo que huir a Jinghai. En mayo de 1901, fue capturado por el gobierno. Cao Futian era también un líder espiritual para los bóxers, y muchos creían que tenía habilidades divinas. Junto con Zhang Decheng, otro líder de los bóxers, se decía que era capaz de hacerse desaparecer, y que tenía poderes de bilocación.
Cao y el príncipe Duan orquestaron el asalto al Distrito de las Legaciones de Pekín en verano de 1900. La expedición occidental de socorro, que alcanzó Pekín 55 días después, provocó el colapso de la rebelión en el norte. La corte con el emperador y Cixi a la cabeza huyeron a Xi'an, y Cao y sus seguidores fueron arrestados en Jinghai por las tropas chinas a cargo del general Yuan Shikhai a finales de 1900. Cao fue ejecutado en 1901 tras su arresto, por conspirar para agitar el conflicto. Fue decapitado.